# 18-й гвардейский стрелковый корпус
18-й гвардейский стрелковый Станиславско-Будапештский Краснознамённый корпус (18 гв. ск) — воинское соединение Вооружённых Сил СССР.

## Боевой путь
Сформирован в Москве 28 апреля 1943 года на базе управления 27-го стрелкового корпуса, находившегося в Резерве Ставки ВГК. Первоначально в его состав вошли 2-я, 3-я и 4-я гвардейские воздушно-десантные дивизии и ряд отдельных частей.
В мае 1943 года корпус включён в 13-ю армию Центрального фронта и в ходе оборонительного сражения в Курской битве силами 3-й и 4-й гвардейских вдд участвует в отражении удара главной группировки 9-й немецкой армии в районе Понырей.
С переходом советских войск в контрнаступление корпус наступает на Кромы; к 15 августа вышел в район северо-западнее г. Дмитровск-Орловский.
В начале сентября корпус сосредоточился в районе города Конотоп, где был переподчинён 60-й армии и в её составе ведёт бои по освобождению Левобережной Украины. Преследуя отходящие войска противника, соединения корпуса участвуют в освобождении г. Прилуки (18 сентября), в ночь на 1 октября форсировали реку Днепр и захватили плацдарм на её правом берегу в районе Губина (70 км севернее Киева), за что 32 воинам корпуса было присвоено звание Героя Советского Союза.
Успешно вели бои соединения и части корпуса в составе ряда армий 1-го Украинского фронта на Правобережной Украине в 1943—1944. принимали участие в ходе Курской битвы и освобождении Левобережной Украины, а затем в Киевских оборонительной и наступательной операциях. В 1944 году корпус под командованием генерал-майора Афонина принимал участие в Житомирско-Бердичевской, Ровно-Луцкой, Проскуровско-Черновицкой, Львовско-Сандомирской, Восточно-Карпатской, Карпатско-Ужгородской и Будапештской наступательных операций, а также при освобождении городов Монастыриска, Станислав и Будапешт.
В ходе Киевской, Житомирско-Бердичевской, Ровно-Луцкой, Проскуровско-Черновицкой наступательных операций корпус принимает участие в освобождении городов: 18 ноября 1943 — Овруч, 11 февраля 1944 — Шепетовка, 5 марта — Изяслав.
В последних числах марта 1944 г. занимают оборону вдоль берега Днестра в районе Городенки.
25 июля корпус освобождает город Тлумач, 27-го — Станислав (Ивано-Франковск).
С 5 августа корпус ведёт бои в составе 1-й гвардейской армии.
10 августа 1944 года за боевые отличия при освобождении г. Станислав (Ивано-Франковск) корпусу присвоено почётное наименование «Станиславский»
13.9.1944 г. корпус в составе 161-й и 151-й сд из 1-й гвардейской армии передаётся в 18-ю армию 4-го Украинского фронта для придания армии большей целеустремлённости.
В Восточно-Карпатской операции соединения корпуса прорвали оборону противника юго-западнее города Старый Самбор, 25 сентября вступили на территорию Чехословакии и, преодолевая сопротивление гитлеровцев на перевалах в Восточных Карпатах, 1-го октября ведут бой в районе Новая Седлица, Збой, Новая Стужица, 7-го — корпус переходит в наступление в направлении Рунины, хребта Малы Буковец.
15.10.1944 г. части корпуса перегруппировываются в район северо-западнее Ужка и 16-го числа наносит удар на юг в направлении населённых пунктов Ставное, прорывает вражескую оборону, перерезает шоссейную дорогу Ужгород-Ужок. В дальнейшем наступает вдоль шоссе и ж/д на Жорнаву, Кострино, Перечин, Ужгород.
С 25.10.1944 г. корпус преследует отходящего противника с севера вдоль дороги Перечин—Ужгород. Действуя одной дивизией вдоль шоссе Ставна—Вельке Березне, а двумя другими — с рубежа Вишка, Льюта, корпус к исходу дня овладел Сольей, Чорноголово, Буковецем. 27-го октября корпус способствует подвижной группе армии в освобождении города Ужгород.
30 октября дивизии корпуса продолжили наступление в общем направлении на Собранце и Михаловце. Своей 66-й дивизией пытается обойти узел обороны Собранце и форсировать реку Собранецкую западнее Сентуша. Враг оказывает ожесточённое сопротивление.
В середине ноября 1944 года корпус переподчинён 2-му Украинскому фронту, к 15 декабря выдвигается в район Будапешта и принимает участие в боях за город.
5 апреля 1945 года за отличия в боях за Будапешт корпус удостоен почётного наименования «Будапештского».
В марте-апреле 1945 года корпус в составе 46-й армии 2-го Украинского фронта участвует в Венской, в апреле — начале мая в составе 53-й армии этого же фронта — в Братиславско-Брновской наступательных операциях.
В ночь на 26 апреля 1945 года корпус во взаимодействии с другими соединениями начал штурм мощного опорного пункта обороны противника — г. Брно, который был освобождён советскими войсками в этот же день.
Боевые операции в Европе корпус завершил в Пражской операции восточнее города Бенешов.
После окончания войны с Германией корпус (1-я гвардейская воздушно-десантная дивизия, 109-я и 110-я гвардейские стрелковые дивизии) вместе с другими соединениями 53-й армии был перегруппирован на Дальний Восток и в составе Забайкальского фронта вскоре принял в советско-японской войне участвовал в разгроме японской Квантунской армии в ходе Хингано-Мукденской наступательной операции.
20 сентября 1945 года за образцовое выполнение заданий командования в борьбе с японскими милитаристами и проявленные личным составом доблесть и мужество корпус награждён орденом Красного Знамени.
19 августа 1945 года командир корпуса генерал Афонин, Иван Михайлович с батальоном автоматчиков на самолётах до подхода к городу соединений Забайкальского фронта неожиданно для противника приземлился на аэродроме Мукдена, где пленил императора Пу И вместе с его свитой, а также обеспечил успешное вхождение войск Р. Я. Малиновского в Мукден.

## Состав
На 9 мая 1945 года:
- 109-я гвардейская стрелковая дивизия;
- 52 стрелковая дивизия;
- 317-я стрелковая дивизия.

На 1 августа 1945 года:
- 1-я гвардейская воздушно-десантная дивизия;
- 109-я гвардейская стрелковая дивизия;
- 110-я гвардейская стрелковая дивизия;

Части корпусного подчинения:
- 379 отдельный батальон связи (до 25 июля 1944 года);
- 128 отдельный гвардейский батальон связи (с 25 июля 1944 года);
- 919 отдельный сапёрный батальон;
- 2707 военно-почтовая станция

Периоды вхождения в состав Действующей армии:
- 4 мая 1943 года — 11 мая 1945 года;
- 9 августа 1945 года — 3 сентября 1945 года.

## Послевоенный период
В ноябре 1945 года корпус вывели из Маньчжурии в СССР и передали в Восточно-Сибирский военный округ, он дислоцировался в Иркутской области. В мае 1946 года управление корпуса было передано в Западно-Сибирский военный округ и дислоцировалось в Омске. По состоянию на 1953 год в состав корпуса входили 67-я механизированная дивизия (Омск) и 109-я гвардейская стрелковая дивизия (Тюмень).
В 1960 году на базе управления корпуса была сформирована 49-я гвардейская ракетная Станиславско-Будапештская Краснознамённая дивизия с передачей ей регалий корпуса. 

## Командиры
- генерал-майор, с мая 1945 генерал-лейтенант Афонин, Иван Михайлович (апрель 1943 — январь 1945)
- генерал-майор Соседов, Лев Борисович (январь — апрель 1945)
- генерал-майор, с мая 1945 генерал-лейтенант Афонин, Иван Михайлович (апрель 1945 — февраль 1946)
- генерал-лейтенант Фоменко, Пётр Иванович (февраль 1946 — июль 1952)
- генерал-майор, с августа 1953 генерал-лейтенант Шатилов, Василий Митрофанович (июль 1952 — январь 1954)
- генерал-майор Василевский, Леонид Дмитриевич (январь 1954 — март 1955)
- генерал-майор Лазарев, Венедикт Михайлович (апрель 1955 — сентябрь 1959)

## Награды и почётные наименования
| Награда (наименование)                | Дата награждения                                                                | За что награжден |
| ------------------------------------- | ------------------------------------------------------------------------------- | --- |
| Почётное звание Гвардейский           | 28 апреля 1943 года                                                             | присвоено при формировании управления корпуса. |
| Почётное наименование «Станиславский» | присвоено приказом Верховного Главнокомандующего № 0255 от 10 августа 1944 года | За отличия в боях при освобождении г. Станислав (Ивано-Франковск). |
| Почётное наименование «Будапештский»  | присвоено приказом Верховного Главнокомандующего № 064 от 5 апреля 1945 года    | За отличия в боях при взятии Будапешта. |
| Орден Красного Знамени                | Награждён указом Президиума Верховного Совета СССР от 20 сентября 1945 года     | За образцовое выполнение заданий командования в боях против японских войск на Дальнем Востоке при прорыве Маньчжуро-Джалайнурского и Халун-Аршанского укреплённых районов, форсирование горного хребта Большой Хинган, овладении городами Чаньчунь, Мукден, Цицикар, Жэхэ, Дайрен, Порт-Артур и проявленные при этом доблесть и мужество. |

Награды частей корпусного подчинения:
- 128 отдельный гвардейский Изяславльский[5] орденов Богдана Хмельницкого[6] и Александра Невского[7] батальон связи
- 919-й отдельный корпусной[8] сапёрный Станиславский[9] ордена Богдана Хмельницкого[10] батальон

## Отличившиеся воины корпуса
- Алексеев, Николай Васильевич, гвардии рядовой, командир отделения кабельно-шестовой роты 128 отдельного гвардейского батальона связи корпуса.
- Афонин, Иван Михайлович, гвардии генерал-майор, командир корпуса.
- Хитеев, Борис Никитович, гвардии капитан, офицер связи штаба корпуса.
- Чистов, Константин Александрович, гвардии красноармеец, линейный надсмотрщик телеграфно-кабельной роты 128-го отдельного гвардейского батальона связи.